# دراوا ناتیونال پارک
دراوا ناتیونال پارک (به لهستانی:  Drawa National Park) یک منطقهٔ مسکونی در لهستان است که در استان لهستان بزرگ‌تر واقع شده‌است.